# Crotalaria humbertiana
Crotalaria humbertiana är en ärtväxtart som beskrevs av M. Peltier. Crotalaria humbertiana ingår i släktet sunnhampor, och familjen ärtväxter. Inga underarter finns listade i Catalogue of Life.